# El novato (película de 1990)
El novato (título original: The Freshman) es una película estadounidense estrenada en 1990 y dirigida por Andrew Bergman, con Marlon Brando, Bruno Kirby y Matthew Broderick como protagonistas.

## Argumento
Apenas llegado a Nueva York, Clark Kellogg, un joven e inocente estudiante de cine, es atracado por un falso taxista. Este incidente lo lleva a conocer a Carmine Sabatini, un matón al servicio del Padrino, que le confía una misión insólita: transportar un misterioso paquete destinado a una reunión secreta de gurmets...

## Reparto
- Matthew Broderick: Clark Kellogg
- Marlon Brando: Carmine Sabatini
- Bruno Kirby: Victor Ray
- Penelope Ann Miller: Tina Sabatini
- Frank Whaley: Steve Bushak
- Jon Polito: Chuck Greenwald
- Richard Gante: Lloyd Simpson
- Kenneth Welsh: Dwight Armstrong
- Pamela Payton-Wright: Liz Armstrong
- B.D. Wong: Edward
- Maximilian Schell: Larry London